# 手阳明大肠经

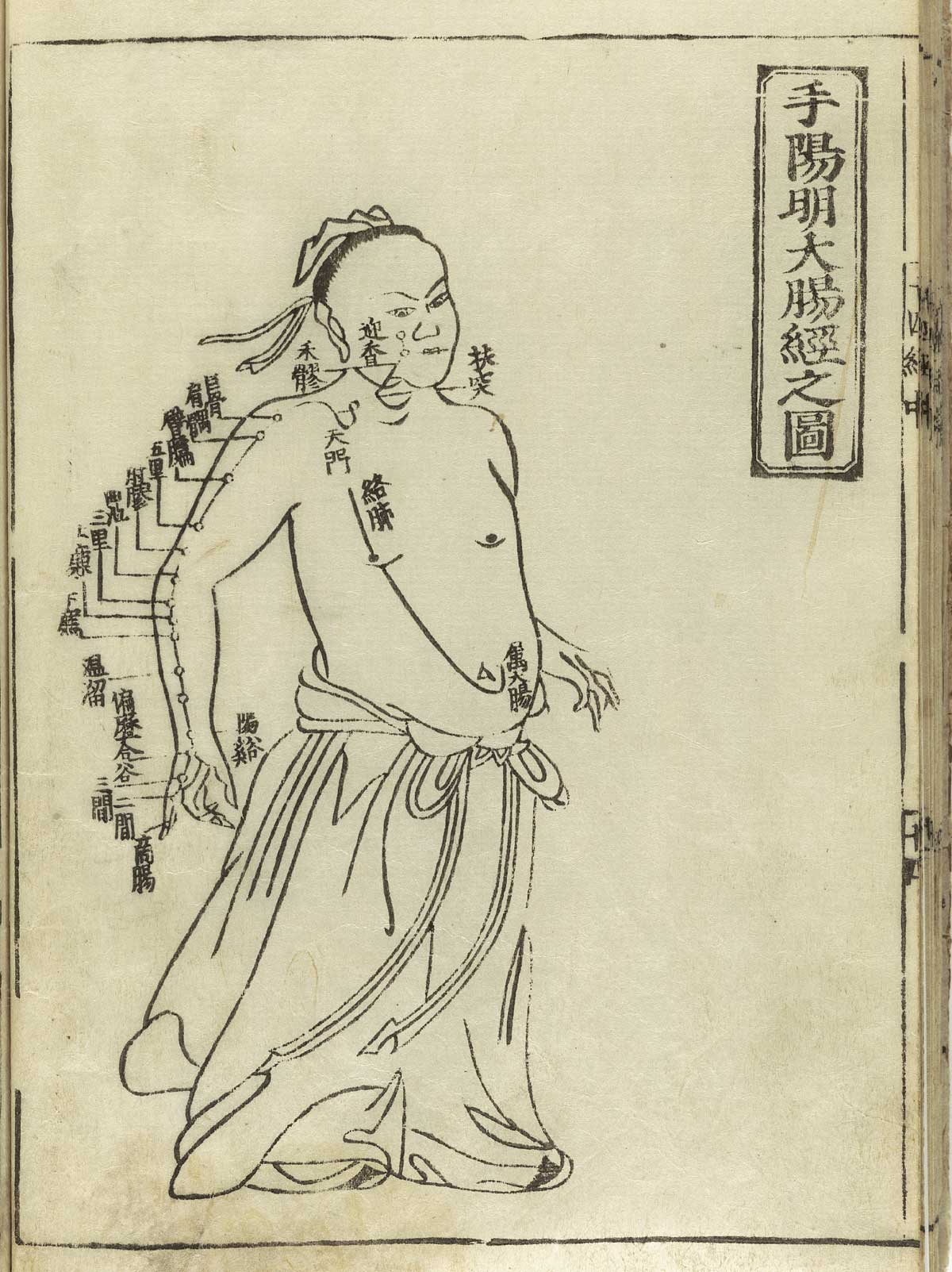

手陽明大腸經是一條經脈，十二正经之一，与手太陰肺經相表里。本經起於商陽，止於迎香，左右各20穴位。

## 经脉循行
手陽明大腸經起於食指末端（商陽），沿食指橈側緣向上，出第一、二掌骨間（合谷），進入兩筋（拇長伸肌腱和拇短伸肌腱）之間的凹陷處，沿前臂橈側，進入肘外側，經上臂外側前緣，上肩，出肩峰部前邊，向上交會頸部（會大椎），下入缺盆（鎖骨上窩），絡於肺，通過橫膈，屬於大腸，大腸下合於足陽明胃經的上巨虛穴。
支脉從缺盆部上行頸旁，通過面頰，進入下齒齦，迴繞至上唇（會地倉），交會於人中，左脈向右，右脈向左，分佈於鼻孔兩側，接足陽明胃經。
大腸手陽明之脈，起於大指次指之端，循指上廉，出合谷兩骨之間，上入兩筋之中，循臂上廉，入肘外廉，上臑外前廉，上肩，出髃骨之前廉，上出於柱骨之會上，下入缺盆，絡肺，下膈，屬大腸。其支者，從缺盆上頸，貫頰，入下齒中；還出挾口，交人中，左之右，右之左，上挾鼻孔。

## 主治概要
主治頭面五官疾患、熱病、皮膚病、腸胃病、神志病等及經脈循行部位的其他病症 。患者主要症狀如下牙痛、咽喉腫痛、鼻衄、鼻流清涕、口乾、頸腫痛、上肢伸側前緣及肩部疼痛或運動障礙等。

## 腧穴
手陽明大腸經共有20個腧穴：
1. 商陽，井穴
2. 二間，荥穴
3. 三間，输穴
4. 合谷，原穴
5. 陽谿，经穴
6. 偏歷，络穴
7. 溫溜，郄穴
8. 下廉
9. 上廉
10. 手三里
11. 曲池，合穴
12. 肘髎
13. 手五里
14. 臂臑
15. 肩髃
16. 巨骨
17. 天鼎
18. 扶突
19. 禾髎
20. 迎香